# Белладонна
Белладо́нна, или краса́вка обыкнове́нная, или красу́ха, или со́нная о́дурь, или бе́шеная я́года, или ви́шня бе́шеная, или белладо́нна европе́йская, или белладо́нна обыкнове́нная, или краса́вка белладо́нна (лат. Átropa belladónna) — многолетнее травянистое растение, вид рода красавка (Atropa) семейства паслёновые (Solanaceae).
Видовое название «belladonna» (белладонна) происходит от итальянских слов и в переводе на русский язык означает «красивая женщина». В старину итальянские дамы закапывали сок красавки в глаза, зрачки расширялись — и в глазах появлялся особый блеск. Кроме этого, ягодами натирали щёки, чтобы те приобрели «естественный» румянец. На Руси это растение издавна было известно как «красавка». Другое название, «бешеница», обусловлено тем, что входящий в состав растения атропин может вызвать у человека холинолитический делирий, сопровождающийся сильным возбуждением, доходящим до бешенства и агрессии.

## Ботаническое описание

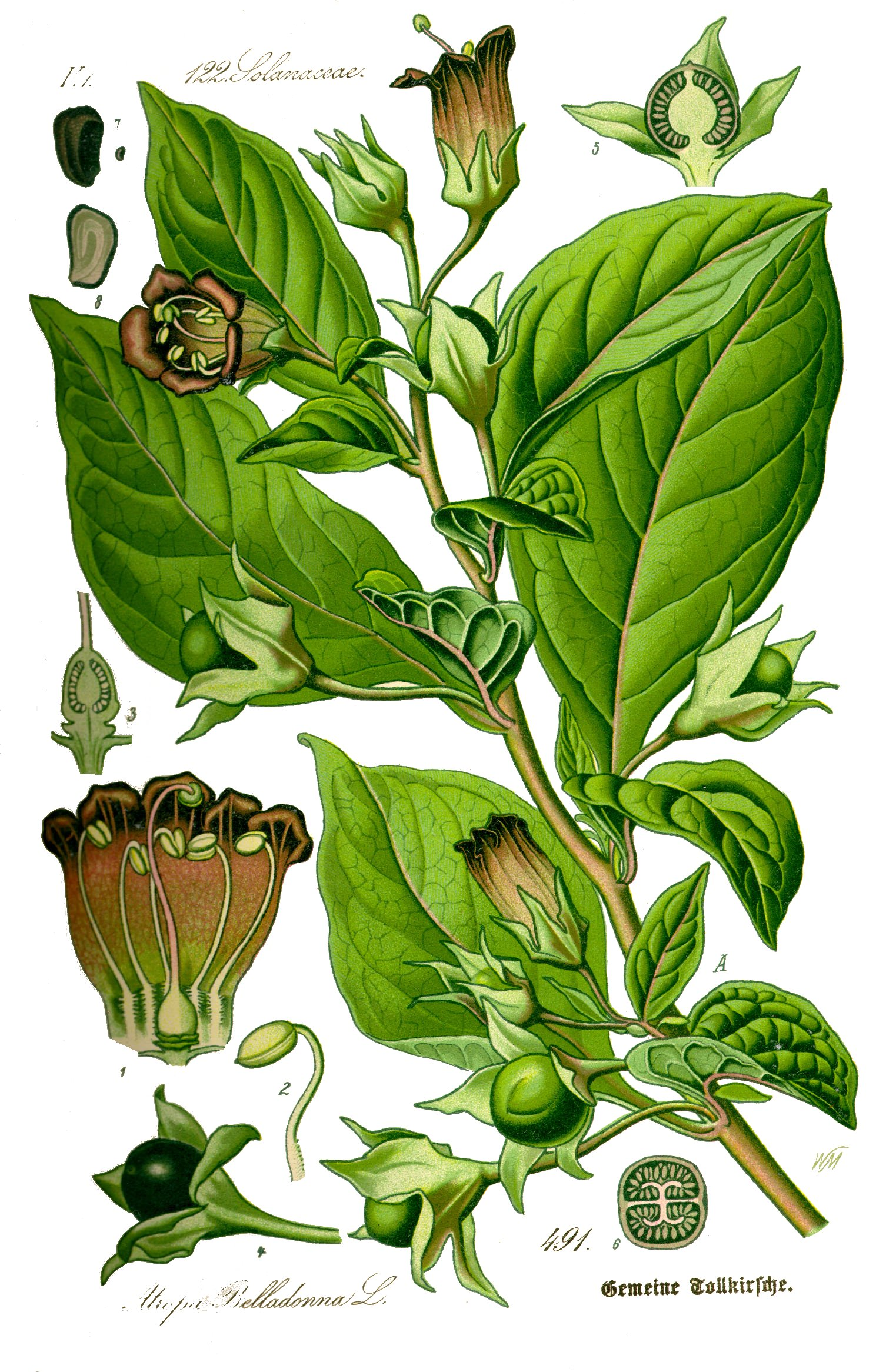

Многолетнее травянистое растение. В первый год жизни развивается вертикальный, стержневой разветвлённый корень и маловетвистый стебель, достигающий высоты 60—90 см. Со второго года жизни развивается утолщённое корневище с многочисленными крупными ветвистыми корнями.
Стебли высокие, прямые, ветвистые, толстые, неясногранистые, сочные, зелёные или тёмно-фиолетовые, до 200 см высоты, в верхней части густо железистоопушённые.
Листья черешковые, нижние — очерёдные, верхние — попарно, почти супротивно сближенные (причём всегда один значительно, в три—четыре раза крупнее других), плотные, длиной до 20 см и шириной до 10 см, тёмно-зелёные. Листовая пластинка эллиптической, яйцевидной или продолговато-яйцевидной формы, вверху заострённая, цельнокрайная, к основанию суживающаяся в короткий черешок. Цвет листьев сверху зелёный или буровато-зелёный, снизу — более светлый.
Цветки пятичленные, одиночные или парные, некрупные, поникшие, выходящие из пазух верхних листьев на коротких железистоопушённых цветоножках, колокольчатые, правильные, с двойным околоцветником. Чашечка, остающаяся при плодах, пятинадрезанная, с яйцевидными длиннозаострёнными лопастями. Венчик цилиндрически-колокольчатый, пятилопастный, 20—30 мм длины, грязно-фиолетового (иногда жёлтого) цвета, у основания жёлто-бурый, с буро-фиолетовыми жилками. Тычинок пять; пестик с верхней завязью, фиолетовым столбиком, равным венчику или немного длиннее его, и почковидным рыльцем. Цветёт с мая до глубокой осени.
Плод — двугнёздная, слегка приплюснутая блестящая фиолетово-чёрная (иногда жёлтая) ягода со множеством семян в сине-фиолетовом соке; напоминает мелкие вишни, сладковатые на вкус. Семена почковидные или немного угловатые, бурые, с ячеистой поверхностью, 1,5—2 мм длины. Вес 1000 семян 0,6—1,36 г. Плоды созревают с июля до конца вегетации.

## Распространение и среда обитания
Распространено в Северной Африке (Алжир, Марокко), Центральной, Южной, Восточной и Западной Европе, в Крыму, на Кавказе, в Малой Азии (Турция, Сирия), в горных районах Западной Украины.
Для природных местообитаний белладонны характерен мягкий, влажный, но не сырой климат, с нежарким летом и довольно снежной зимой и лёгкие, перегнойные, плодородные лесные почвы.
Растёт в изреженных буковых, дубовых, пихтовых и грабовых лесах, иногда на высоте 1000 м над уровнем моря; одиночно или небольшими группами, на опушках, вырубках, по берегам рек.

### Охранный статус
Белладонна включена в Красные книги Азербайджана, Армении, России, Украины (кроме того, Львовской и Тернопольской областей). Ранее была включена в Красные книги СССР (1978 и 1984 годов) и РСФСР (1988).
|                                      |  |  |
| Слева направо: стебель, цветок, плод |  |  |

## Химический состав
В надземной части содержатся флавоноиды, оксикумарины. Все части растения ядовиты, содержат алкалоиды группы атропина: корни до 1,3 %, листья до 1,2 %, стебли до 0,65 %, цветки до 0,6 %, зрелые плоды до 0,7 %. Атропин может вызвать тяжелейшее отравление. Белладонна, кроме атропина, содержит также гиосциамин и гиосцин (скополамин), апоатропин (атропамин), белладоннин. В корнях обнаружен кускгигрин. В листьях и корнях содержится скополетин.
Максимальное содержание алкалоидов обнаружено в листьях в фазах бутонизации и цветения, в целом растении — в фазе начала образования семян, а в корнях — в конце вегетационного периода.

## Отравление белладонной

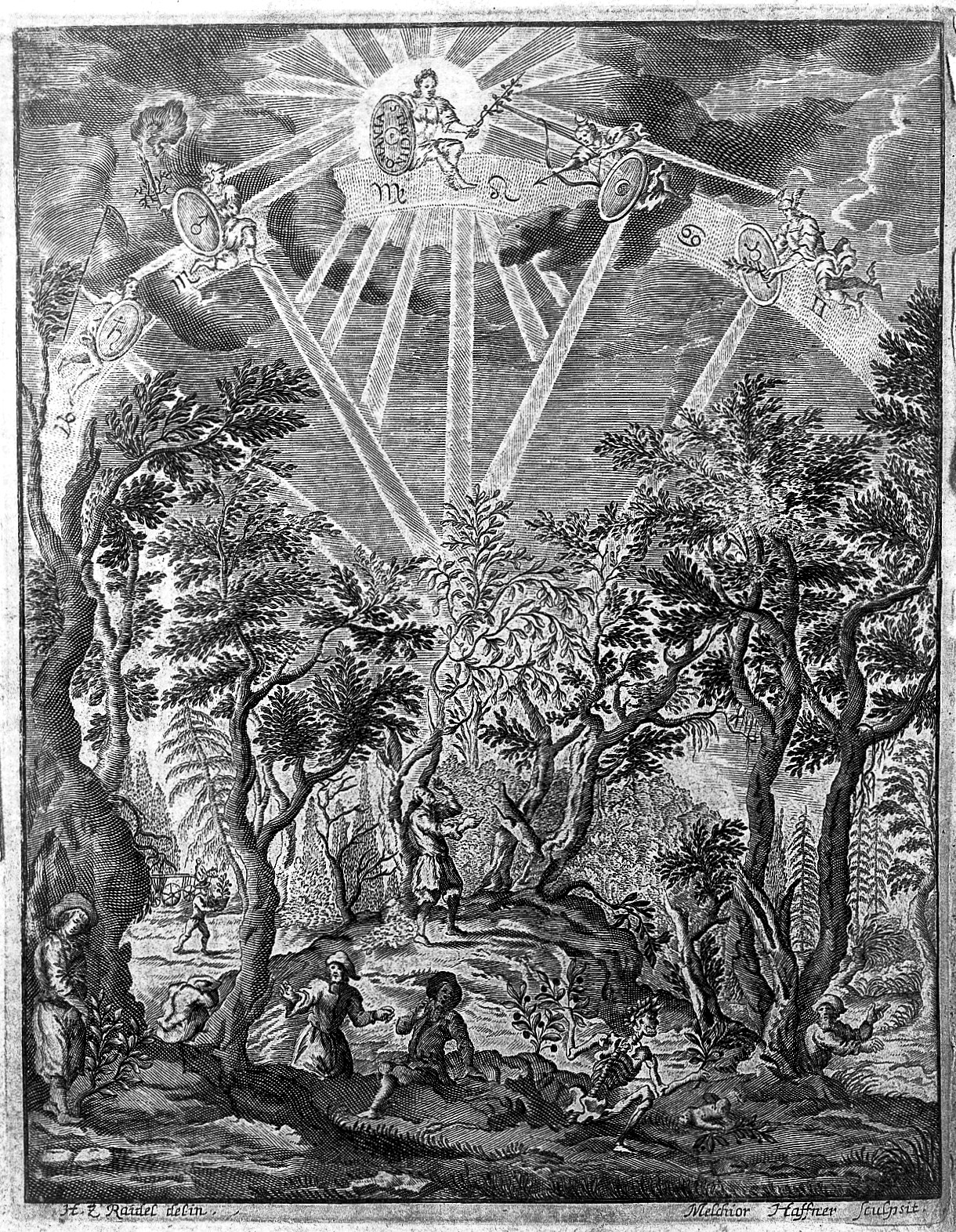
«Планеты насыщают белладонну ядовитыми свойствами, а человек, съевший её, страдает от безумия». Гравюра М. Хаффнера по рисунку Х. Райдела из книги Иоганна Маттеуса Фабера Strychnomania explicans strychni manici antiquorum, vel solani furiosi recentiorum, historiae monumentum, indolis nocumentum, antidoti documentum …, 1677

### Признаки отравления
Признаки лёгкого отравления (появляются через 10—20 минут): сухость и жжение во рту и глотке, затруднённое глотание и речь, учащённое сердцебиение (тахикардия). Голос становится хриплым. Зрачки расширены, не реагируют на свет. Нарушено ближнее видение. Светобоязнь, мелькание мушек перед глазами. Сухость и покраснение кожи. Возбуждение, иногда бред и галлюцинации.
При тяжёлых отравлениях полная потеря ориентации, резкое двигательное и психическое возбуждение, иногда судороги. Резкое повышение температуры тела, одышка с появлением периодического дыхания типа Чейна — Стокса, цианоз (посинение) слизистых оболочек, пульс неправильный слабый, падение артериального давления. Возможен смертельный исход от паралича дыхательного центра и сосудистой недостаточности.
Специфическим осложнением отравлений атропином являются трофические нарушения — значительные отёки подкожной клетчатки лица, в области предплечий и голеней.

### Первая помощь при отравлениях
Промывание желудка с последующим введением через зонд 200 мл вазелинового масла или 200 мл 0,2—0,5 % раствора танина. Для купирования острого психоза — аминазин внутримышечно. При высокой температуре тела — холод на голову, обёртывание влажными простынями. Из более специфических средств — введение 1—2 мл 0,05 % раствора прозерина под кожу.
Вариант: Промывание желудка водой с добавлением карболена или раствора калия перманганата 1:1000 с последующим введением по зонду солевого слабительного, покой, постельный режим, холод к голове. При слабости — таблетки кофеина. При нарушении дыхания — искусственное дыхание, вдыхание кислорода.
Существуют широкодоступные противоядия.

### Лечение при отравлении атропином
Методы активной детоксикации.
При приёме внутрь — промывание желудка через зонд, обильно смазанный вазелиновым маслом, форсированный диурез.
Антидотное лечение.
В коматозном состоянии при отсутствии резкого возбуждения — 1 мл 1 % раствора пилокарпина повторно, прозерина 1 мл 0,05 % раствора или 1 мл 0,1 % раствора эзерина подкожно повторно.
Симптоматическая терапия.
При возбуждении 2,5 % раствор аминазина — 2 мл внутримышечно, 1 % раствор димедрола — 2 мл внутримышечно, 1 % раствор промедола 2 мл подкожно, 5—10 мг диазепама внутривенно. При резкой гипертермии — 4 % раствор амидопирина — 10—20 мл внутримышечно, пузыри со льдом на голову и паховые области, обёртывание влажной простынёй и обдувание вентилятором.

## Использование

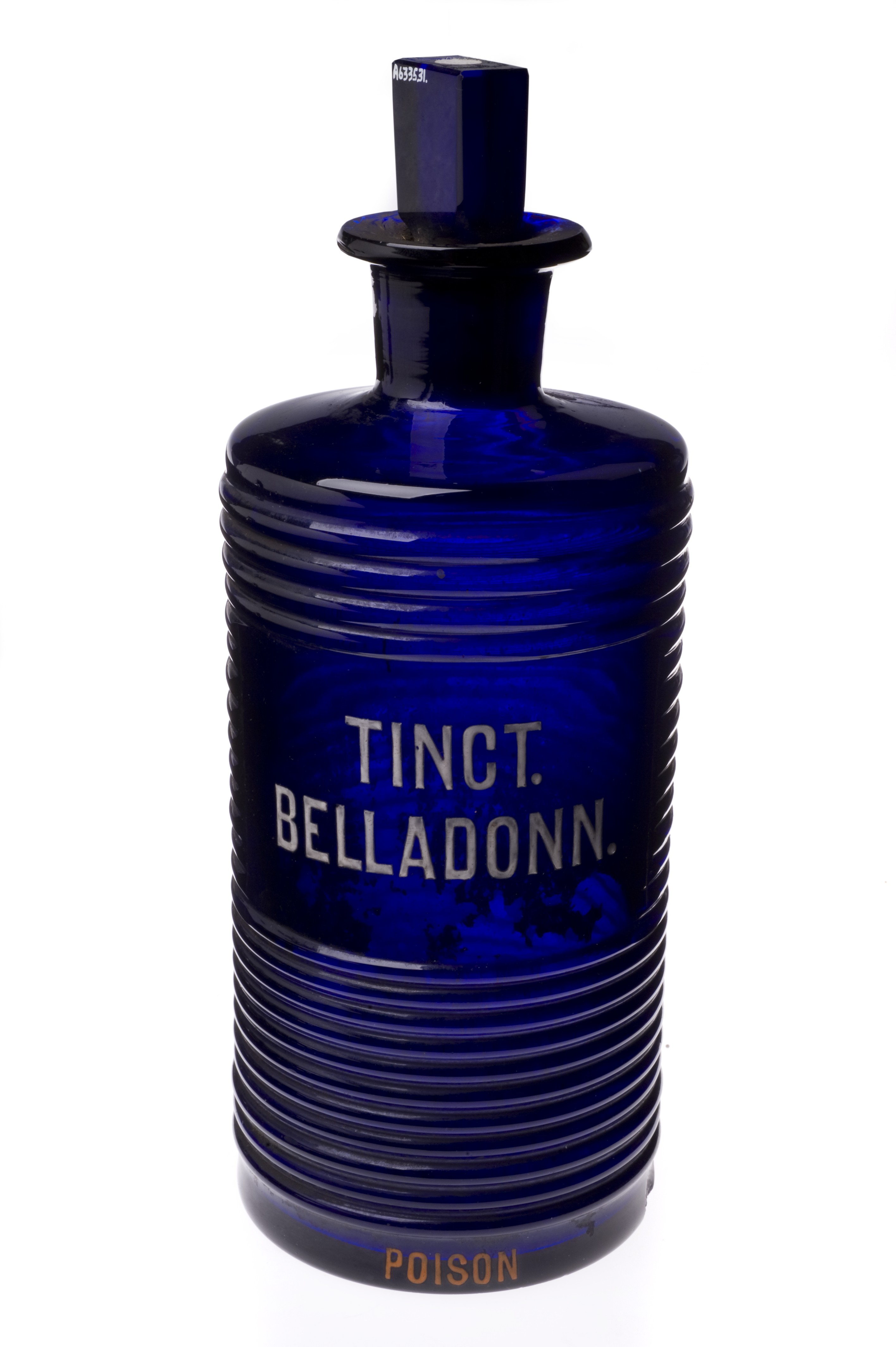
Аптечный стеклянный сосуд для настойки белладонны. Англия, 1880-е годы

В античных источниках о применении красавки в медицине редко упоминается, так как её ядовитые свойства известны. Белладонна упоминается как лекарственное растение в «De Materia Medica», написанной Диоскоридом (примерно 40—90 годы нашей эры). Подробно об этом лекарственном растении рассказали лишь авторы средневековых травников. Белладонна упоминается в травнике Фокса, изданном во второй половине XV века. Но ещё раньше люди стали использовать это растение как источник яда. Из неё готовили мазь, которую использовали во время судов над ведьмами. При её втирании действующие вещества попадали в кровь, что вызывало галлюцинации, и жертвы под пыткой говорили всё, что от них требовали. Из красавки делали также приворотные зелья. У К. Баугина в травнике (Базель, 1596) упоминается, что нарезанная и приложенная трава красавки лечит все язвы и опухоли, воспалённые желудок и печень, утоляя при этом жар. Современная народная медицина отказывается от употребления столь опасного лекарственного растения, однако ранее экстракты красавки с вином и соками принимали как внутрь, так и в качестве наружного средства при болях разного происхождения.
Препараты, изготовленные на основе экстракта белладонны, применяются при изучении сосудов глазного дна, воспалительных заболеваниях слизистой желудка, бронхиальной астме, лечении гастритов и почечнокаменной болезни.

### Фармакологическое действие
Фармакологические свойства белладонны совпадают в основном со свойствами атропина.
Препараты белладонны препятствуют стимулирующему действию ацетилхолина, уменьшают секрецию слюнных, желудочных, бронхиальных, слёзных, потовых желёз, внешнесекреторную функцию поджелудочной железы. Снижают тонус мышц ЖКТ, жёлчных протоков и жёлчного пузыря, но повышают тонус сфинктеров. Вызывают тахикардию, улучшают атриовентрикулярную проводимость. Расширяют зрачки, затрудняют отток внутриглазной жидкости, повышают внутриглазное давление, вызывают паралич аккомодации.

### Показания
Препараты белладонны применяют при язвенной болезни желудка и двенадцатиперстной кишки, холелитиазе, спазмах гладкой мускулатуры органов брюшной полости, желчных и почечных коликах, брадикардии, атриовентрикулярной блокаде, геморрое, трещинах заднего прохода.
Лекарственные средства, содержащие белладонну, противопоказаны при гиперчувствительности к их компонентам, закрытоугольной глаукоме, гипертрофии предстательной железы с нарушением оттока мочи. В период лечения необходимо соблюдать осторожность при вождении автотранспорта и занятии другими потенциально опасными видами деятельности, требующими повышенной концентрации внимания, быстроты психомоторных реакций и хорошего зрения.
В качестве побочного действия и при передозировке наблюдаются психомоторное возбуждение, сухость во рту, мидриаз, парез аккомодации, атония кишечника, головокружение, тахикардия, задержка мочи, гиперемия кожи век, фотофобия.

### Лекарственные формы
Используется в следующих лекарственных формах:
- Растительное сырьё:
  - экстракт густой (Extractum Belladonnae spissum) — густая масса тёмно-бурого цвета, своеобразного запаха, содержит от 1,4 до 1,6 % алкалоидов.
  - экстракт сухой (Extractum Belladonnae siccum) — порошок бурого или светло-бурого цвета со слабым запахом, своеобразным вкусом, гигроскопичен, содержит 0,7—0,8 % алкалоидов. В связи с меньшим содержанием алкалоидов при изготовлении лекарственных форм сухой экстракт применяют в двойном количестве по отношению к густому экстракту.
- Настойка (Tinctura Belladonnae) — прозрачная жидкость зеленоватого или красновато-бурого цвета со своеобразным запахом и горьковатым вкусом. Готовят из листьев красавки (1:10) на 40 % спирте; содержит 0,027—0,033 % алкалоидов.
- Ректальные суппозитории дозировкой по 15 мг[7].

Препараты белладонны входят также в состав капель Зеленина и многих других комбинированных лекарственных средств.
Из белладонны делают лекарственные средства: атропин сернокислый, порошок листьев, корбелла (таблетки), отвар корня и сукрадбел. Кроме того, белладонна входит в состав ряда комплексных препаратов.

### Лекарственное сырьё
В качестве лекарственного сырья используют лист, траву и корень красавки (лат. Folium, Herba, Radix Belladonnae). Сырьё собирают в основном с плантаций: листья заготавливают в фазе цветения, траву — в фазе плодоношения; сушат быстро при температуре 45—50 °С. При правильной и быстрой сушке сырьё сохраняет зелёный цвет и почти не теряет алкалоидов. Корни белладонны собирают обычно при ликвидации плантаций. Их выпахивают осенью, промывают, очищают от остатков надземных органов; разрезают вдоль на части, а затем сушат. Урожайность сухих листьев 8—10 ц/га, травы — 12—15 ц/га.
Общая сумма алкалоидов в сухом сырье белладонны, согласно требованиям VIII издания Государственной фармакопеи СССР, должна быть в листьях не менее 0,35 %, в траве тоже не менее 0,35 %, в корнях не менее 0,5 %.

#### Выращивание в культуре
Запасы дикорастущей белладонны недостаточны, и заготовка её затруднительна, поэтому белладонна введена в культуру, причём качество сырья, получаемого от культивируемой белладонны, значительно выше качества сырья, получаемого при заготовках белладонны дикорастущей.
В районах с тёплыми, мягкими зимами или с устойчивым снеговым покровом плантации белладонны можно при хорошем уходе использовать до пяти и более лет; но чаще — не более трёх лет.
Белладонна — теплолюбивое растение с длинным вегетационным периодом. От появления всходов до начала созревания семян в первый год жизни проходит от 125 до 145 дней в зависимости от условий выращивания. Вегетирует до начала осенних заморозков.
Белладонну выращивают на пониженных участках с хорошей влажностью, при уровне грунтовых вод не ближе 2 м от поверхности, на плодородных структурных почвах лёгкого или среднего механического состава, хорошо проницаемых для воды и воздуха, с глубоким пахотным горизонтом. Её размещают в полевых, кормовых севооборотах или на запольных участках. Лучшие предшественники — озимые, овощные и технические растения. Белладонна очень отзывчива на удобрения, которые вносят в виде основного, припосевного и в подкормках, сочетая формы и дозы в зависимости от местных условий. Обычно белладонну разводят посевом семян непосредственно в грунт, реже — посадкой однолетних корней или рассадой, выращенной в парниках или грунтовых рассадниках. Размножение корнями практикуется в районах возможного её вымерзания, а размножение рассадой — в более северных районах. Посев в грунт производится рано весной семенами, стратифицированными в течение двух месяцев (при температуре от 0 °C до 2—3 °C) или под зиму сухими семенами. Способ посева — рядовой или квадратно-гнездовой 60 × 60 см. Норма высева при квадратно-гнездовом посеве 4 кг/га, при рядовом посеве с междурядьями 60 см — 8 кг/га. Уход за белладонной такой же, как и за другими пропашными культурами.
Во избежание случаев отравления на плантациях белладонны ставят опознавательные знаки о ядовитости растения.
Основные промышленные площади находятся в Полтавской области Украины. С успехом белладонну  выращивали также в Крыму, на Северном Кавказе, в Беларуси, в Московской, Нижегородской, Новосибирской областях, на Дальнем Востоке России. Существуют посадки в Южном Казахстане.